# Primorje kraj
Primorje kraj eller Primorskij kraj är ett kraj i östra Sibirien i Ryssland med en yta på 165 900 km² och nästan 2 miljoner invånare. Huvudort är Vladivostok. Andra stora städer är Artiom, Nachodka och Ussurijsk. Det är den sydostligaste delen av landet och gränsar till Kina och Nordkorea.
Området som idag utgör den ryska fjärran östern annekterades från Qingimperiet 1860. Primorje kraj upprättades den 20 oktober 1938.